# Urera verrucosa
Urera verrucosa là loài thực vật có hoa trong họ Tầm ma. Loài này được (Liebm.) V.W. Steinm. mô tả khoa học đầu tiên năm 2005.